# Impossible (singel Shontelle)
Impossible – singiel barbadoskiej piosenkarki Shontelle. Jest to pierwszy singiel z jej drugiego albumu No Gravity.
Utwór został napisany przez Arnthor Birgisson’a i Ina Wroldsen, a wyprodukowany został przez Birgisson’a. Piosenka została wydana jako digital download 9 lutego 2010 roku. „Impossible” zadebiutował na trzynastej pozycji w notowaniu Billboard Hot 100, trzydziestym trzecim miejscu w Canadian Hot 100, oraz siedemnastej pozycji w Danish Singles Chart, co było jak dotąd największym osiągnięciem piosenkarki.

## Tło
„Impossible” powstała, ażeby ludzie przekonali się, że ballady też mogą być na czasie i znaleźć się na listach przebojów. W wywiadzie z magazynem J-14 Shontelle powiedziała: „Wiedziałam, że ta piosenka chwyci ludzi za serce. Chciałam również umieścić tę piosenkę, aby dać ludziom nadzieję. Ona powiedziała, że chce poprzez piosenkę połączyć się ze słuchaczami, którzy znaleźli się w podobnej sytuacji, i pomóc im czerpać siłę do działania.

## Opinia krytyków
Michael Menachem z magazynu Billboard dał tej piosence pozytywną ocenę, porównując jej siłę i techniczną precyzje do piosenki Beyonce – „Irreplaceable”. On także pochwalił jej wokal w piosence, nazywając go jako „prosty i autentyczny” i dodał, że piosenka pokazuje wrażliwe strony Shontelle. Strona MarketWatch nazwała piosenkę „namiętną balladą”, a wokal Shontelle jako „uduchowiony”.

## Pozycja na listach przebojów
26 czerwca 2010 r. piosenka osiągnęła pozycję 25 w Billboard Hot 100, co już wtedy uczyniło Shontelle najwyższą jak dotąd pozycją w jej twórczości. Później w 13 tygodniu singiel zajął miejsce trzynaste w notowaniu Billboard Hot 100. W Canadian Hot 100 wspięła się z miejsca trzydziestego ósmego na pozycję trzydziestą trzecią, co jak dotąd czyni piosenkę największym osiągnięciem w tym notowaniu. „Impossible” zadebiutował 30 czerwca 2010 r. w Danish Singles Chart na pozycji dziewięćdziesiątej, gdzie później zajął siedemnaste miejsce.

## Notowania
| Notowania (2010-2012)                 | Pozycja |
| ------------------------------------- | ------- |
| Austria (Ö3 Austria Top 40)           | 66      |
| Belgia (Ultatop – Flandria)           | 20      |
| Belgia (Ultatop – Walonia)            | 42      |
| Dania (IFPI)                          | 5       |
| Irlandia (Irish Singles Chart)        | 28      |
| Kanada (Canadian Hot 100)             | 33      |
| Słowacja (IFPI)                       | 15      |
| Stany Zjednoczone (Billboard Hot 100) | 13      |
| Stany Zjednoczone (Mainstream Top 40) | 9       |
| Stany Zjednoczone (Digital Songs)     | 11      |
| Stany Zjednoczone (Radio Songs)       | 20      |
| Szkocja (OCC)                         | 11      |
| Wielka Brytania (OCC)                 | 9       |
| Wielka Brytania (R&B Singles)         | 3       |

## Historia wydania
| Kraj              | Data             | Format           |
| ----------------- | ---------------- | ---------------- |
| Kanada            | 9 lutego 2010    | digital download |
| Dania             | 9 lutego 2010    | digital download |
| Stany Zjednoczone | 9 lutego 2010    | digital download |
| Wielka Brytania   | 23 kwietnia 2010 | digital download |

## Wersja Jamesa Arthura
James Arthur, zwycięzca dziewiątej edycji angielskiego programu rozrywkowego X Factor, wydał swoją wersję „Impossible” 9 grudnia 2012 roku – zaraz po wygranej. Zyski pochodzące ze sprzedaży singla zostaną przekazane dla organizacji charytatywnej Together for Short Lives. W pierwszym tygodniu singiel sprzedał się w ilości 490.000 egzemplarzy, dzięki czemu stał się w Wielkiej Brytanii najszybciej sprzedającym singlem 2012 roku.

### Notowania
| Lista (2012-13)                           | Najwyższa pozycja |
| ----------------------------------------- | ----------------- |
| Australia (ARIA)                          | 2                 |
| Austria (Ö3 Austria Top 40)               | 4                 |
| Chorwacja (Airplay Radio Chart)           | 17                |
| Belgia (Ultratip Flanders)                | 3                 |
| Belgia (Ultratip Wallonia)                | 31                |
| Kanada (Canadian Hot 100)                 | 87                |
| Korea Południowa (Gaon Chart)             | 60                |
| Czechy (IFPI)                             | 3                 |
| Francja (SNEP)                            | 24                |
| Hiszpania (PROMUSICAE)                    | 2                 |
| Niemcy (Media Control Charts)             | 7                 |
| Irlandia (IRMA)                           | 1                 |
| Holandia (MegaCharts)                     | 61                |
| Nowa Zelandia(RIANZ)                      | 2                 |
| Słowacja (IFPI)                           | 1                 |
| Szkocja (Official Charts Company)         | 1                 |
| Szwajcaria (Schweizer Hitparade)          | 2                 |
| Szwecja (Sverigetopplistan)               | 39                |
| Wielka Brytania (Official Charts Company) | 1                 |

### Certyfikaty
| Kraj                          | Certyfikat | Sprzedaż |
| ----------------------------- | ---------- | -------- |
| Australia (ARIA)              | 3x Platyna | 210.000+ |
| Nowa Zelandia (RIANZ)         | 2x Platyna | 30.000+  |
| Szwecja (GLF)                 | Złoto      | 10.000+  |
| Szwajcaria (IFPI Switzerland) | Platyna    | 30.000+  |
| Wielka Brytania (BPI)         | Platyna    | 600.000+ |